# Serra del Troncó
La Serra del Troncó és una serra situada al municipi de Terrassa, a la comarca del Vallès Occidental, amb una elevació màxima de 678 metres.